# ドラえもん のび太のワンニャン時空伝
- ドラえもん > 大長編ドラえもん > ドラえもん のび太のワンニャン時空伝
- ドラえもん > ドラえもんの派生作品 > ドラえもん (1979年のテレビアニメ)  > ドラえもん映画作品 > ドラえもん のび太のワンニャン時空伝

『ドラえもん のび太のワンニャン時空伝』（ドラえもん のびたのワンニャンじくうでん）は、2004年3月6日に公開されたドラえもん映画作品。および、岡田康則によって執筆され、『月刊コロコロコミック』2004年2月号から3月号に掲載された漫画『大長編ドラえもん』の第24作（まんが版▷映画シリーズ7。著者名義は「藤子・F・不二雄プロ」）。
テレビ朝日開局45周年、映画・テレビ25周年記念作品。
映画シリーズ第25作、第1期シリーズでは最後の大長編作品。特集記事が『月刊コロコロコミック』2003年7月号から2004年4月号まで掲載された。
キャッチコピーは「ぼくたち、また会えるよね。」。
同時上映は『Pa-Pa-Pa ザ★ムービー パーマン タコDEポン!アシHAポン!』、『ドラえもんアニバーサリー25』。
映画シリーズ45周年を記念して、2025年1月31日から2月6日まで全国93館の劇場でデジタルリマスター版として一週間限定上映（併映作品の上映はない）。

## 概要
小学館〈てんとう虫コミックス〉『ドラえもん』第22巻に収録の短編作品「のら犬『イチ』の国」を原案として製作された。3億年前の地球に存在したイヌとネコの国「ワンニャン国」を舞台に、ドラえもんやのび太たちの活躍を描いた作品。
『のび太とアニマル惑星』同様、耳をつけた青いドラえもんが登場するが、本作ではデザインが異なる。本作では野比家の正面から見えるのび太の部屋の窓に雨戸が取り付けられている。これまでのテレビシリーズや過去の作品では描かれていなかった美術設定だが、原作漫画における野比家や、芝山努監督の絵コンテでは描かれている。また、作中に過去のドラえもん映画に登場したキャラクターを想起させる乗り物などが登場していたり、映画版に出演したゲストキャラクターを担当した声優が多く起用されている。
大山のぶ代らテレビ朝日版第1期の声優陣とスタッフによる最後の映画作品かつ2022年現在、芝山の手がけた最後の映画作品である。芝山によると制作時に「これが最後になるかもしれない」という話が現場で持ち上がった為、『のび太の恐竜』のリメイクが企画されるも「荷が重すぎる」と芝山が難色を示した為、「芝山の好きな物を作って欲しい」という依頼を受け勧善懲悪の時代劇をやる事にしたという。なお、完成作品には時代劇色は薄まっているが劇中でドラえもんが敵相手にチャンバラを繰り広げるシーンなど名残がある。
前年から変更された作画監督による画相の近代化、渡辺歩による映画ドラえもんシリーズでは斬新に取れる演出が好評となり、商業成績は『のび太と翼の勇者たち』以来3年ぶりに30億円越えとなった。また、本作の製作委員会は第22回ゴールデングロス賞特別大賞を受賞している。
オープニング前に映画ではおなじみの、のび太の「ドラえも〜ん!」と叫ぶ後で、ドラえもんが「のび太く〜ん!」と叫ぶという珍しい手法も取り入れている。また、テレビアニメのオープニングテーマではすでに使用終了していたドラえもん映画作品のオープニングテーマである山野さと子による「ドラえもんのうた」も本作品をもって使用終了となった。25年間ブランク無しで続いていたシリーズであるが、2004年の本作の次、翌2005年は映画が無く、2006年の『のび太の恐竜2006』にて再開となる。
テレビ朝日版第1期最後のレギュラー放送である2005年3月25日にはテレビスペシャルとして放送された。冒頭の番組紹介にはドラえもんとのび太が登場し、これが大山と小原乃梨子がそれぞれのキャラクターを演じた最後の音声となった。ブリッジでは先代声優陣のお別れコメント（小原→たてかべ和也→野村道子→肝付兼太→大山の順）が放送され、本編終了後には第2期の宣伝映像が流れた。

## あらすじ
ある日、のび太は川でおぼれていた子犬を助け、ドラえもんの道具「壁かけ犬小屋」で玉子に見つからないようこっそりと飼いはじめる。のび太は子犬に「イチ」と名付け、良く懐き頭も良いイチとのび太の間にはたちまち友情が生まれていた。そんなある日、のび太と遊んでいたイチはのび太の思い出の品であるけん玉を見つけるのであった。
のび太の町でも人間の都合により捨てられるペットの犬や猫は多く、のび太の元には町中の野良犬や野良猫も集まり、手に負えない状態となる。のび太たちはイチらの今後のことを考えて、自由に暮らせる3億年前の世界へタイムマシンで連れていき、生きていけるよう進化・退化光線銃で進化させた。イチはたちまち無料フード製造機の操作を覚え、けん玉もマスターする。「あした、必ず来るからね」とイチと約束し、一行は現代に帰る（この時、「進化・退化光線銃」を回収するのを忘れ、置きっぱなしにしてしまったところ、イチ達は使い方を学び、さらなる進化を遂げ、一大文明を築き、氷河期を迎える地球から移住の為に脱出した。遺跡の一つである神殿には自分達に知能を授けてくれたのび太が守護神として祀られていた。ここまでが雑誌連載及びコミック版の内容）。
次の日、タイムマシンで3億年前に向かうが、時空間の中で「ねじれゾーン」に巻き込まれ3億年前からさらに1000年経った世界に着く。しかも、ねじれゾーンに巻き込まれた際にタイムマシンの部品が飛ばされ、時間移動の手段を失う。
しかし、その時代にはイチらの子孫と思われる進化した犬とネコによる文明社会があった。そこでタイムマシンの部品を探すことにするドラえもんたち。この国で、一行は、イチに良く似たハチのほか、ダク、ブルタロー、チーコら犬の少年少女4人組と出会う。彼らはネコジャラという大富豪の経営する遊園地「ネコジャーランド」が怪しく、4人の親がネコジャーランドで行方不明になってしまった、ということを知らされる。
しかし、そのとき地球には直径約20キロメートルの超巨大隕石が衝突しようとしていた。ドラえもんとのび太達の3億年の時空を超えた冒険が始まる。

## 舞台
3億年前および、その千年後の地球
2018年現在までのドラえもん映画の舞台では最古の世界。
ワンニャン国
約3億年前の地球で千年ほど栄えていた進化した犬およびネコ人間の国。大統領制により統治され、言語は日本語。
非常に高度な科学文明を持ち、エネルギーはすべて「ノラジウム」と呼ばれる鉱石で賄われている。また、タイヤのない自動車や宇宙船、および最高時速300kmのジェットコースター等を作ることができ、工業はかなり発達している。ただし高層ビルはなく、住宅街などはレンガ造りのレトロなものが多いことから建築技術は一見あまり発達していないように見える。その一方でネコジャーランドや大統領官邸などの重要施設はかなり高層建築であり、高速道路や鉄道もきちんと整備されているので、レトロな建物と最新技術が合致した都市と言える。見たところ人口はかなり多い。信号機の設置や道路の整備が徹底されており、交通事故は起きる気配もない。
郊外には太古からの神殿があり、のび太が犬・ネコ人間を生み出した守護神として祀られている。
なお、この国の犬・猫人間の服装はかなりの厚着であり、当初ののび太たちの普段着は「下着姿」、ドラえもんは「裸」とみなされていた。
全国民が宇宙へ脱出した後に地球に落下した巨大隕石により消滅、現代になって遺跡として都市が発掘されて世界中を驚かせた。
ネコジャーランド
大富豪であるネコジャラが経営する遊園地。最高時速300キロメートルに達するジェットコースター、滑空して空を飛ぶロコロコ号、ロボットに乗り込んでベルトコンベアーで流れてくるぬいぐるみを掴み取るゴーランドキャッチャーなど多くのアトラクションがある。しかし、その地下には秘密の工場がある。

## 声の出演
- ドラえもん - 大山のぶ代
- のび太 - 小原乃梨子（幼少時代：大本眞基子）
- しずか - 野村道子
- ジャイアン - たてかべ和也（幼少時代：くじら）
- スネ夫 - 肝付兼太
- のび太のおばあちゃん - 高村章子
- ママ - 千々松幸子
- ジャイアンのママ - 青木和代

## ゲストキャラクター
イチ（犬）
声 - 林原めぐみ / 老犬イチ - 阪脩
のび太に拾われ、可愛がられた子犬。やがて進化させられた後、3億年前の世界で暮らすこととなる。何年ものび太を待ち続け、後に初代大統領として国民に慕われる。進化直後に使い方を教わったばかりの無料フード製造機を難なく使いこなし、また長い年月をかけて独力でタイムマシンを作り上げてしまうほどの天才。自分を救い、居場所をくれたのび太を神として称え、ノラジウムで彼の像を作った。年を老いた時、物語冒頭で、完成したタイムマシンを使ってのび太に会いに行こうとするが、ねじれゾーンに巻き込まれる。
名前の由来は鳴き声の「ワン」から英語の「ONE」を連想し、「ONE」を日本語訳して「イチ」とのび太が名付けた。
ハチ（犬）
声 - 林原めぐみ
イチに似た子犬で、仲間のリーダー的存在。一人称は「オイラ」。品種は不明。ネコジャーランドで行方不明になった義母（ネコ）を捜している。ダクいわく「小さい時（義母に）拾われた」らしい。水が苦手で泳げない。一部の雑誌ではイチの子孫と紹介されている（原作でも子孫として登場していた）。拾われる以前の記憶を失っていたが、とあるきっかけにより記憶を取り戻す。
実は彼自身がイチ本人であり、タイムマシンでのび太に会いに行く最中にねじれゾーンに巻き込まれ赤ん坊の姿になって千年後に飛ばされてしまっていた。その後、のび太たちが訪れたハチ達の暮らす時代の数年前にたどり着き、現在のハチの義母に拾われていた。
のび太たちにはハチとして出会った時点ではフランクな口調で会話していたが、記憶を取り戻してからは一人称が「私」になり敬語で話すようになった。
チーコ（犬）
声 - 島谷ひとみ（特別出演）
ハチの仲間。マルチーズ。一人称は「私」。ネコジャーランドで行方不明になった数学者の父と母を捜している。また、自身も計算が得意。とても勇敢な女の子。
ダク（犬）
声 - 関智一
ハチの仲間。ダックスフント。一人称は「僕」。ネコジャーランドで行方不明になったコンピュータ技師の父を捜している。漫画版では関西弁で喋り、母も登場しているが、映画では未登場。
ブルタロー（犬）
声 - 江川央生
ハチの仲間。ブルドッグ。一人称は「俺」。ネコジャーランドで行方不明になった父を捜している。大柄で力が強い。父（声 - 飯塚昭三）は自動車修理工場の長。漫画版では母も登場しているが、映画では未登場。
シャミー（ネコ）
声 - かないみか、島谷ひとみ（歌パート）
女性歌手。普段はレストラン「山猫軒」で歌を唄っているが、時にはネコジャーランドのステージに上る。ドラえもんが一目ぼれするほどの美貌を持つ。その正体はネコジャラ一族の1匹で漫画版ではネコジャラの手下と紹介されており、映画でも丁寧語で話していた。彼には逆らえずスパイとしてドラえもんを監視していたが、後に卑劣さに我慢できなくなりドラえもんを庇う。漫画版ではのび太が神であることにチーコ達と共に気付いた。
ネコジャラ（ネコ）
声 - 泉谷しげる（特別出演）
本名は「ネコジャラ左ヱ門之丞景虎（ネコジャラさえもんのじょうかげとら）」。仲間をネコジャラ一族と称する。ワンニャン国きっての大富豪で、「ネコジャーランド」という遊園地を経営している。次期大統領候補ともいわれる実力者だが、裏では先祖（ズブ）が人間から受けた怨みから、未来の人間世界を征服しようとする陰謀を企てており、その為なら他の住民を平気で見捨てたり、仲間であっても交渉のためなら危険に晒したり邪魔するなら危害を加えるなど利己的で冷酷な性格。
名刀電光丸を使用したドラえもんと戦い、電光丸のバッテリーが切れるまで戦い続ける程のスタミナと剣術を持つが、シャミーを攻撃したことで激怒したドラえもんの猛攻に押され、石頭を食らい敗北、その際頭の被り物を失い（映画のみ）、さらに隕石により時の箱舟が水没したことで野望は破綻した。しかし隕石の落下が始まるとゴーランドキャッチャーの乗り物を使いハチ（イチ）たちがのび太の像を運ぶのを邪魔するために彼らを襲撃、まるで先祖のズブが乗り移ったかのような人間への異常な憎悪と執念を見せるが、ハチ（イチ）とのび太によるけんだまを巨大化した攻撃により再び敗北、その後悪事がばれ、側近のニャーゴ達と共に逮捕され、宇宙船で雑用をさせられることになった。
ニャーゴ（ネコ）
声 - 古川登志夫
ネコジャラの側近。ネコジャラへの忠誠は厚いが、性格はきわめて冷淡で、尖った性質の持ち主。彼の先祖はのび太たちになつかなかったうちの一匹で、常にズブの傍らにいた白猫である。ズブの仲間は彼の先祖以外にもう一匹いたが、子孫として登場することはなかった。
ニャーゴが時の方舟の原型（イチのタイムマシン）を発見したことから、時の方舟の製造は始まり、時の箱舟を製作した労働者を口封じのために牢獄で始末しようとしたが、エンジンルームでのび太とハチの連携に敗れ、終盤、主人のネコジャラと共に雑用にされた。
大統領（犬）
声 - 大平透
ワンニャン国の現在の大統領。移住の準備のため、地球に隕石が接近していることを36時間前まで隠蔽し続けていた。大統領に相応しい人物で国民を守るために「地球脱出プロジェクト」を行う。ネコジャラを「ミスターネコジャラ」と呼び、信頼していたが最終的には裏切られてしまう。その後、命懸けでノラジウムを取り戻してくれたドラえもん達に国民を代表して感謝を述べた。
ズブ（ネコ）
声 - 水谷優子
のび太に拾われた野良猫。元々は飼い猫であり、愛嬌のある表情をしていたが、人間に捨てられ苦しみながら生きてきたことで凶暴な猫になってしまった（漫画版ではズブの元飼い主（女性）は、捨てる直前謝罪はしていた）。同じ飼い猫だった2匹の猫と行動を共にしており、捨て猫3匹のリーダー格。3億年前にイチたちと共に行き、進化させられた。
実はネコジャラの先祖で、犬や猫が人間から受けた虐待の歴史やドラえもん、タイムマシンのことを「闇の黙示録」という著書として残した。
名前の由来は、のび太に拾われたとき雨が降っていて体が「ズブ濡れ」だったことからで以前の名前は不明のまま。
ハチの母（ネコ）
声 - 潘恵子
ハチの義母であるネコ族。ハチを拾い、我が子として育てる。エンディング･クレジットには掲載されていない。漫画版冒頭では彼女が赤ん坊のハチを発見する場面が追加されていると同時に彼女の夫（ハチの義父）と思われる男性ネコも登場しているが、映画では未登場。
タマ
声 - 山口奈々
ネコジャラ軍兵士
声 - 青森伸、大滝進矢
長官
声 - 緒方賢一、島田敏
補佐官
声 - 菅原淳一
アトラクション司会者
声 - 太田真一郎
警官（犬）
声 - 島香裕、三戸耕三
魚政
声 - 田口昂
ニャコ
声 - 佐藤ゆうこ
TVアナウンサー
声 - 渡辺宜嗣
玉子がテレビでワンニャン国の遺跡に関するニュースを観る場面があり、そこで渡辺が声だけ出演。人間も恐竜もいなかった太古に文明があったということで世界的な大ニュースになっているという内容であり、映画では遺跡の映像も出ている。遺跡に関する言及、描写は映画ではここだけである。したがって短編でこのニュースに触れていた出木杉、のび助はこの映画には登場しない。また、この映画のフィルムコミックではキャスト一覧には記載されているが遺跡のニュースの場面は割愛されている。岡田康則の作画による漫画版ではこのニュースの場面が描かれている。
この他、漫画版のみポコニャンのぬいぐるみ、『エスパー魔美』のコンポコのぬいぐるみ、『バウバウ大臣』のバウバウとミウミウなど、他の藤子作品のキャラクターもわずかに登場している。

## 用語
ねじれゾーン
ねじれゾーン突入時の声:水谷優子
時空間において、時間の流れが乱れている領域。時間の進行と退行が入り乱れて発生し、内部にいた者は幼児化（のび太、ジャイアン、イチ）や大人化（しずか、スネ夫）してしまう（ドラえもんはロボットの為、影響を受けなかった）。
タイムマシンに内蔵されている「制御ボタン」を押すことで影響を受けずに済むが、イチはこのねじれゾーンの存在を知らずにタイムマシンを開発したため、年齢の退行を止められなかった。
漫画ではジャイアンとスネ夫のみ幼児化し、空間内を突っ切ることで回避している。
ノラジウム
この作品に登場する架空の鉱物。ワンニャン国にて主要なエネルギー資源として使われている。直径1ミリメートルほどの小さな粒でも湯を沸かすことができ、また量が多ければドリルを作動させたり、荷物を満載したトラック、果ては超巨大宇宙船までも動かすことが可能なほどの強いパワーを持つ。そのため、ノラジウムは政府によって厳重に保存、管理されている。唯一の欠点は、水に濡れると効力がなくなることである。
なお作中でとある像が、純粋なノラジウムのみで作られている。
時の方舟
ネコジャラが自身の仲間と開発していたタイムマシン。ネコジャラがイチのタイムマシン（ネコジャラ一族はこちらも時の方舟と呼称していた）を発見したことで、完成にまでこぎつけるも、隕石によって破壊され、野望は潰えた。なお起動するには地球を脱出するためのノラジウムを必要とすることもあり、ネコジャラはそれを奪って使用しようとした。
ネコジャラはタイムマシンで自分の先祖の時代を訪れ、人間たちに復讐するつもりだったことが本人の口から語られている。
けん玉
のび太が所持していたけん玉。彼のおばあちゃんが生前買ってあげた物であり、玉にはのび太の名前（「太」が間違って「犬」になっている）が書かれている。よく「ウサギとカメ」の唄に合わせて遊んでいた（他作品・エピソードでは上手く扱えない）。
のび太とイチとの別れ際に紐が切れてしまい、玉はイチが所有することとなった。イチは晩年までもこれを所有していたことから、のび太とイチの約束と絆を象徴する宝物となっていたことが窺える。そして終盤ではこのけん玉が重要な役割を果たすことになる。
なお、大統領邸に額縁がかけられているのだが、そこに描かれているイチの左手にはのび太の落としたけん玉の玉を持っている。
また、ワンニャン国の大統領官邸の電飾は、一部このけん玉をモチーフにした物がある。
闇の黙示録
ネコジャラが所持していた分厚い本。彼の先祖・ズブが著者であり、「時の方舟（タイムマシン）」や「機械ネコ（ドラえもん）」のことが書き記されている。
ネコジャラは常にこの本を持ち歩いており、終盤でロボットの爆発による炎で燃え尽きた。

## スタッフ
| 原作                               | 藤子・F・不二雄 |
| 脚本                               | 岸間信明 |
| 総作画監督                         | 渡辺歩 |
| 美術監督                           | 清水としゆき |
| 美術設定                           | 沼井信朗 |
| 撮影監督                           | 熊谷正弘 |
| 編集                               | 岡安肇 村井秀明 中葉由美子 小島俊彦 川崎晃洋 |
| 録音監督                           | 浦上靖夫 |
| 音楽                               | 堀井勝美 |
| 効果                               | 庄司雅弘 |
| プロデューサー                     | 山田俊秀 木村純一 |
| 監督                               | 芝山努 |
| 絵コンテ                           | 芝山努 藤森雅也 |
| 演出                               | 藤森雅也 渡辺歩 |
| 作画監督                           | 加来哲郎 金子志津枝 藤森雅也 関根昌之 |
| 動画検査                           | 原鐵夫 中峰ちとせ 長澤美奈子 江川陽司 |
| 色彩設計                           | 松谷早苗 堀越智子 |
| 仕上検査                           | 高木理恵 中島淑子 大浦聡子 |
| 仕上担当                           | 野中幸子 |
| 原画                               | 辻繁人 松井理和子 神村幸子 小柳信行 吉田誠 大嶋清美 柳野美代子 西村貴世 柴田和子 大城勝 田中薫 大久保修 篠原真紀子 ノブタカ 村田耕一 川添博基 上乃つぐ美 増田敏彦 小西賢一 石川貴正 山地満 湯浅政明 関修一 鈴木大司 末吉裕一郎 石井智美 志村恵美子 丸山宏一 茶谷与志雄 角張仁美 高橋博行 北之原孝将 坂本一也 門脇聡 鈴木欽一郎 関根昌之 堀剛史 杉江敏治 佐藤卓志 泰野好紹 船越英之 尾鷲英俊 |
| 動画                               | 原佳寿美 松村舞子 村山健治 端由美子 中野恵美 佐藤綾 栗田智代 木透富子 清原美枝 大藤佐恵子 定村ゆきな 福島真人 村田道彦 安部篤子 黒田久美 大川由美 大橋由巳 檜垣彰子 船本優美 井本良子 井野真理恵 村松さつき 渡辺幸枝 杉山典子 上野千夏 伊藤かおり 近藤梨恵 蜷川貴弘 田中英美 稲田俊子 山下宗幸 東和代 香川節子 田代たか子 浅田清隆 河口美佳 洞口梢 高舘秀樹 古川恵理 加藤愛仁 奥田延 口井令佳 林毅 元平里美 川崎孝治 藤あや子 高田小知代 原口ちはる 武口憲司 寺田眞佐子 高橋幸江 梶山奏子 東紹雪 辻村佳子 平間久美子 小林正義 松田章子 小西晃嗣 澤田裕美 谷平久美子 山浦由加利 中里舞 菅原隆人 下平啓介 金子由紀江 中西雅美 鈴木綾乃 小山正清 神保洋介 冨谷美香 近藤恵利子 藤田真弓 |
| デジタルペイント                   | 江田美穂子 上羽あつ乃 北岡なな子 胡恵美 相澤朝子 佐々木祥子 嶋智子 河合靖美 木村好子 山森愛弓 尾浦千代美 一ノ瀬益美 田口真由美 宿谷葉子 津田幸恵 今泉ひとみ 栗林香織 宮田佳奈 西澤真里子 枝松知子 宮原奈緒子 細川和美 伊藤俊幸 中村早智 森田都世 猪原奈緒子 南龍介 店崎小百合 小柳寿志 和田尋 白石亜弥 あかほりくみこ 土屋透治 奥井恵美子 伊藤敦子 安藤有由美 袴田純子 滝川ひかる 山崎久美子 吉田春加 村上智美 井上泉 河村徹 大谷道代 柏田真治 金月梨香 石川佳代 平出真弓 伊藤良樹 菅野真由美 今井亜希 楢崎義隆 加藤里恵 |
| トレススキャン                     | 柴田邦浩 栗路理栄 |
| デジタル特殊効果                   | 三浦里奈 垣田由紀子 笛吹康二 |
| 基本設定                           | 川本征平 |
| 背景                               | 高野正道 磯淵千歌 滝口比呂志 OKA ARTANA WINAYA SURATA SUTARA WIRTA |
| 背景スキャン                       | SCAN屋 |
| コンポジット撮影                   | 野村達哉 大矢創太 木次美則 倉田佳美 鈴木浩司 山田廣明 羽鳥貢 松澤秀子 末広孝史 下村博文 |
| 編集データ管理                     | 三宅圭貴 |
| オープニングCG                     | IKIF+ |
| デジタル合成                       | 堤規至 |
| 背景音楽録音                       | 内沼映二 |
| 背景音楽制作協力                   | サウンド・スタッフ クロスカンパニー |
| 音響制作                           | AUDIO PLANNING U |
| 音響制作デスク                     | 加藤知美 |
| レコーディングスタジオ             | APU MEGURO STUDIO |
| チーフミキサー                     | 田中章喜 |
| ミキサー                           | 田口信孝 |
| ダイアログ・エディター             | 山本寿 金子俊也 |
| サウンド・アドバイザー             | 大城久典 |
| デジタル光学録音                   | 西尾昇 |
|                                    | ドルビーデジタル・サラウンドEX 一部上映館を除く |
| ドルビーフィルムコンサルタント     | 河東努 森幹生 コンチネンタルファーイースト(株) |
| タイトル                           | 道川昭 |
| 現像                               | 東京現像所 |
| まんが作画                         | 岡田康則 |
| まんが協力                         | 藤子プロ |
| 掲載                               | 小学館の幼児誌・学年別学習雑誌 てれびくん 月刊コロコロコミック 別冊コロコロコミック |
| 原案協力                           | 小学館ドラえもんルーム |
| 宣伝協力                           | 小学館プロダクション |
| ワンニャン友達・イラストコンテスト | くりたろう 山本茉梨花(大阪府) ニンニン 増田匠真(広島県) トラネコタロウ 平松将太郎(岩手県) ウチワワ 島野理生(兵庫県) わが輩 野崎麻里亜(東京都) ニャンごろう 天野萌美(静岡県) チャチャ 磯崎崇良(茨城県) ラブくん 山口美佳(奈良県) ニャンリボン 高岡美世(東京都) チャウおばさん 池田正子(新潟県) ぶる&バグ 安村友来(徳島県) |
| 協力                               | 亜細亜堂 京都アニメーション 夢弦館 OH! プロダクション スタジオたくらんけ スタジオコクピット アニメTOROTORO スタジオMAT アニメアール スタジオワンパック 葦プロダクション ラジカルパーティー スタジオミカン プロジェクトチームサラ アニメスポット 虫プロダクション 動画工房 ゆめ太カンパニー ういん堂 エムアイ スタジオ タージ 無錫馬良動画有限公司 T2 Studio アトリエ・ローク アニメフィルム 岡安プロモーション ヘンミケンネル フィズサウンドクリエイション |
| 文芸                               | 滝原弥生 |
| 制作事務                           | 杉野友紀 服部高弘 |
| 制作進行                           | 吉田成彦 吉家康介 岡田麻衣子 廣川浩二 菅野淳之 |
| 制作デスク                         | 外崎真 大金修一 |
| プロデューサー                     | 小倉久美 大澤正享 梶淳 太田賢司 |
| 制作協力                           | 藤子プロ ADK |
| 制作                               | シンエイ動画 小学館 テレビ朝日 |
|                                    | ©藤子プロ・小学館・テレビ朝日 2004 |

## 主題歌
オープニングテーマ「ドラえもんのうた」
作詞 - 楠部工 / 作曲・編曲 - 菊池俊輔 / 歌 - 山野さと子（コロムビアミュージックエンタテインメント）
エンディングテーマ「YUME日和」
作詞 - 小幡英之 / 作曲 - 宮崎歩 / 編曲 - 宗像仁志 / 歌 - 島谷ひとみ（avex trax）